# 格勒博沃市鎮

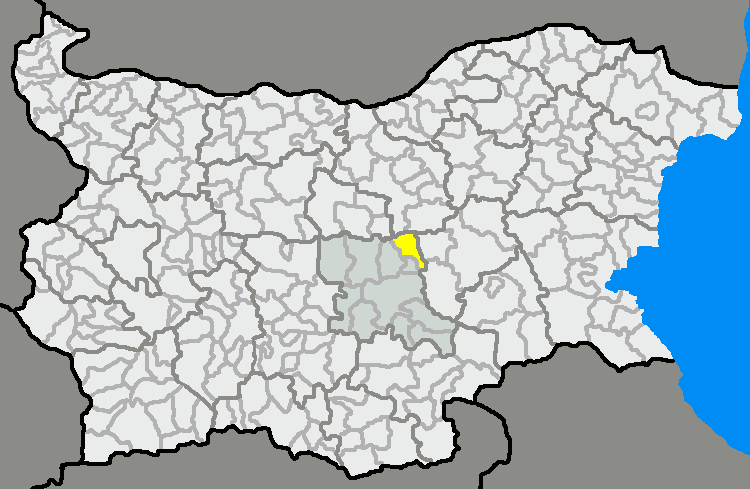

格勒博沃市，是保加利亞的城鎮，位於該國中南部，由舊扎戈拉州負責管轄，首府設於格勒博沃，面積348.89平方公里，2011年人口13,394，人口密度每平方公里38.39人。
42°40′01″N 25°43′59″E / 42.667°N 25.733°E